# Penmark Castle
Penmark Castle är ett slott i Storbritannien.   Det ligger i kommunen Vale of Glamorgan och riksdelen Wales, i den södra delen av landet, 220 km väster om huvudstaden London. Penmark Castle ligger 30 meter över havet.
Terrängen runt Penmark Castle är platt. Havet är nära Penmark Castle söderut.  Närmaste större samhälle är Cardiff, 14,3 km nordost om Penmark Castle. 